# Son'yu Ōtani
Pour les articles homonymes, voir Otani.
Son'yu Ōtani (大谷 尊由, Ōtani Son'yu), né le 19 août 1886 à Nan'yō à Kyoto et décédé à l'âge de 52 ans le 1er août 1939, est un prêtre bouddhiste et homme politique japonais qui fut membre de la chambre des pairs de la Diète du Japon et une fois ministre.

## Biographie
Son'yu Ōtani est le fils d'Ōtani Koson, le 21e chef héréditaire de l'école Jōdo Shinshū du bouddhisme japonais. Son frère, Kōzui Ōtani, est le 22e chef de la secte et un explorateur réputé de l'Asie centrale,  sa sœur est Takeko Kujō, une poète et humanitaire reconnue.
En 1904, Ōtani est envoyé dans la péninsule du Liaodong par la secte Jōdo Shinshū pour servir de moine à l'armée japonaise en pleine guerre russo-japonaise. En décembre 1905, il reçoit pour mission de fonder un réseau de temple et d'activités missionnaires Jōdo Shinshū en Chine. En septembre 1907, il effectue un voyage en Asie du sud-est avant de revenir au Japon pour assumer la fonction d'officiel du Higashi Hongan-ji de Kyoto. Il se rend en Corée en 1909 pour participer au développement du réseau de temples Jōdo Shinshū et part pour Londres en mai 1910. Cependant, à cause d'un scandale financier qui entache son frère, il est forcé d'écourter son séjour et de revenir en juillet 1910. Il devient en mars 1921 secrétaire général de la secte. 
En octobre 1925, il quitte son poste pour voyager aux États-Unis et au Canada avant de revenir au Japon en février 1926. Le 4 avril 1928, il est nommé à la chambre des pairs du Japon.
Le 4 juin 1937, il est nommé ministre des Affaires coloniales dans le gouvernement de Fumimaro Konoe, poste qu'il occupe jusqu'au 26 mai 1938. En novembre 1938, il devient directeur de la compagnie de développement de Chine du nord, une branche des chemins de fer de Mandchourie du Sud dédiée au développement économique des zones du nord de la Chine sous occupation japonaise. En juillet 1939, il devient membre du conseil de développement de l'Asie orientale. Il meurt en 1939 à Zhangjiakou dans la province de Hebei en Chine.

## Source de la traduction
- (en) Cet article est partiellement ou en totalité issu de l’article de Wikipédia en anglais intitulé « Sonyu Ōtani » (voir la liste des auteurs).